# Markéta Hanáková
Markéta Hanáková (* 1974) je česká radiologická asistentka, horolezkyně, autorka cestopisných článků pro různá periodika (Treking, Lidé a země, Lidé a hory, Montana) a autorka dokumentárních filmů.
Vysokohorské turistice a horolezectví se věnuje od svých 25 let, v roce 2009 jí kvůli vrozené srdeční vadě musel být implantován kardiostimulátor. Svého koníčku se ale nevzdala a postupně se za vydatné pomoci a podpory partnera Zdeňka Hodináře do hor vrátila. Spolu vystoupili v Alpách na 13 čtyřtisícových vrcholů, nejvyšší vrchol Kavkazu Elbrus (5642 m), pamírskou šestitisícovku Pik Razdělnaja (6215 m) a v roce 2012 si výstupem na vrchol Mera Peak (6461 m) v Himálaji vytvořila svůj osobní rekord. Ten překonala v roce 2013, kdy jako první člověk na světě s implantovaným kardiostimulátorem překonala při vysokohorském výstupu v Pamíru hranici 7000 metrů – při pokusu o zdolání vrcholu Muztagh Ata vystoupala do výšky 7219 m.
Rekord se chtěla pokusit překonat v roce 2016 výstupem na nejvyšší horu Afghánistánu Noshaq 7492 m, kvůli změně počasí dosáhla jen výšky 6600 m.

## Filmografie
Hanáková natočila řadu dokumentárních filmů. S filmem z nejvyšší hory Afghánistánu Afghánské odmítnutí získala hlavní cenu na filmovém festivalu Tourfilm v Karlových Varech. Ale i ostatní její filmy získaly různá ocenění. Muztagh Ata – s kardiostimulátorem na sedmitisícovku a Nepálský trojboj, s nimiž se v roce 2015 zúčastnila Mezinárodního festivalu outdoorových filmů. Na 16. ročníku soutěže neprofesionálních filmů Okem dodrodruha 2014 při festivalu Rajbas získala s filmem Muztagh Ata – s kardiostimulátorem na sedmitisícovku třetí místo.
Na filmových festivalech se dále promítaly filmy Kamčatka – Peklo v ráji, Bajkal – S šamany v zádech, Divočinou sibiřské tajgy, Amazonie - Na nafukovací kanoi mezi piraně, Bradavica - zimní výstup, Magické Grónsko, Roháče - přechod přes 10 vrcholů, Climbing Trip in Wadi Rum, 10 let s kardiostimulátorem v horách v 10 minutách, Slovenským Divokým západem, Tatry nejsou málo!!!, Jak nás Tatry pokřtily.
Dosažené vrcholy po implantaci kardiostimulátoru:
- Pamír – Muztagh Ata 7546 m (dosažená výška 7219 m)
- Hindúkuš – Noshaq 7492 m (dosažená výška 6600 m)
- Cordillera Real – Huayna Potosí 6088
- Cordillera Blanca – Copicalqui 6354 m (dosažená výška 6000 m)
- Pamír – Pik Lenina 7134 m (dosažená výška 6200 m)
- Pamír – Rozdělnaja 6206 m
- Himálaje – Mera Peak 6476 m
- Himálaje – Makalu trek s přechodem Sherpani Col 6135 m a West Col 6143 m
- Cordillera Blanca – Nevado Pisco 5762 m
- Cordillera Blanca – Nevado Ishinca 5530 m
- Rwenzori: Mount Stanley - hlavní vrchol Margherita Peak 5109 m
- Alpy – Castore 4228 m
- Alpy – Breithorn 4164
- Alpy – Grossglockner 3798 m (nejvyšší hora Rakouska)
- Alpy – Wildspitze 3774 (druhá nejvyšší hora Rakouska)
- Alpy – Grossvenediger 3666 m
- Alpy – Similaun 3606 m

Absolvovala také řadu lezeckých výstupů ve Vysokých Tatrách. V časopise Lidé a hory vychází o jejích výstupech obsáhlý seriál Tatranské klasiky. 
Lezecké pískovcové výstupy v poušti Wádi Rum. O těchto výstupech vychází v Lidé a hory seriál. 

Ostatní: 
Amazonie: Sjezd řeky v liduprázdné amazonské džungli, kde čtveřice Čechů sjela na nafukovací kanoi řeky Zuid a Lucie. Cílem výpravy bylo sjet 220 km úseku řeky během 11 dnů. Během plavby se dobrodruzi setkali s piraněmi a dalšími divokými zvířaty. V okamžiku nasednutí do lodi už nebylo kvůli četným peřejím cesty zpět a bylo nutné dojet až do cíle. Jakákoliv záchrana byla nemožná, museli si poradit sami. 
Grónsko: Náročný přechod úseku Kapisillit - Nuuk. Žádné chodníky, žádní turisté, žádný signál, žádná civilizace. Brody, prodírání se přes vysoké keře, přelézání skal, ledovec, miliony komárů a much. Skupině se podařilo přejít tento úsek jako prvním Čechům. 
Sama v divočině za polárním kruhem: Sama se vydala na přechod cca 160 km dlouhý přechod v NP Pallas z Hetty do Yllas. 